# Bruyères-le-Châtel
Bruyères-le-Châtel és un municipi francès, situat al departament de l'Essonne i a la regió de Illa de França. L'any 2007 tenia 3.077 habitants.
Forma part del cantó d'Arpajon i del districte de Palaiseau. I des del 2016 de la Comunitat d'aglomeració Cœur d'Essonne.

## Demografia

### Població
El 2007 la població de fet de Bruyères-le-Châtel era de 3.077 persones. Hi havia 1.157 famílies, de les quals 277 eren unipersonals (149 homes vivint sols i 128 dones vivint soles), 352 parelles sense fills, 444 parelles amb fills i 84 famílies monoparentals amb fills.
La població ha evolucionat segons el següent gràfic:
Habitants censats

### Habitatges
El 2007 hi havia 1.223 habitatges, 1.172 eren l'habitatge principal de la família, 7 eren segones residències i 44 estaven desocupats. 903 eren cases i 304 eren apartaments. Dels 1.172 habitatges principals, 931 estaven ocupats pels seus propietaris, 228 estaven llogats i ocupats pels llogaters i 13 estaven cedits a títol gratuït; 50 tenien una cambra, 108 en tenien dues, 203 en tenien tres, 298 en tenien quatre i 514 en tenien cinc o més. 976 habitatges disposaven pel capbaix d'una plaça de pàrquing. A 509 habitatges hi havia un automòbil i a 581 n'hi havia dos o més.

### Piràmide de població
La piràmide de població per edats i sexe el 2009 era:
| Homes | Edats   | Dones |
| ----- | ------- | ----- |
| 0     | 95 o +  | 4     |
| 6     | 90 a 94 | 4     |
| 8     | 85 a 89 | 26    |
| 6     | 80 a 84 | 17    |
| 24    | 75 a 79 | 31    |
| 32    | 70 a 74 | 40    |
| 52    | 65 a 69 | 40    |
| 53    | 60 a 64 | 66    |
| 81    | 55 a 59 | 104   |
| 101   | 50 a 54 | 71    |
| 95    | 45 a 49 | 90    |
| 146   | 40 a 44 | 137   |
| 160   | 35 a 39 | 156   |
| 95    | 30 a 34 | 119   |
| 88    | 25 a 29 | 85    |
| 78    | 20 a 24 | 76    |
| 97    | 15 a 19 | 93    |
| 99    | 10 a 14 | 101   |
| 133   | 5 a 9   | 153   |
| 89    | 0 a 4   | 93    |

## Economia
El 2007 la població en edat de treballar era de 2.112 persones, 1.657 eren actives i 455 eren inactives. De les 1.657 persones actives 1.567 estaven ocupades (862 homes i 705 dones) i 91 estaven aturades (38 homes i 53 dones). De les 455 persones inactives 152 estaven jubilades, 170 estaven estudiant i 133 estaven classificades com a «altres inactius».

### Ingressos
El 2009 a Bruyères-le-Châtel hi havia 1.147 unitats fiscals que integraven 3.015 persones, la mediana anual d'ingressos fiscals per persona era de 25.736 €.

### Activitats econòmiques
Dels 105 establiments que hi havia el 2007, 1 era d'una empresa extractiva, 1 d'una empresa alimentària, 1 d'una empresa de fabricació de material elèctric, 4 d'empreses de fabricació d'altres productes industrials, 16 d'empreses de construcció, 21 d'empreses de comerç i reparació d'automòbils, 3 d'empreses de transport, 8 d'empreses d'hostatgeria i restauració, 6 d'empreses d'informació i comunicació, 2 d'empreses financeres, 7 d'empreses immobiliàries, 15 d'empreses de serveis, 9 d'entitats de l'administració pública i 11 d'empreses classificades com a «altres activitats de serveis».
Dels 31 establiments de servei als particulars que hi havia el 2009, 1 era una oficina de correu, 1 una oficina bancària, 1 autoescola, 3 paletes, 3 guixaires pintors, 6 fusteries, 2 lampisteries, 2 electricistes, 1 empresa de construcció, 3 perruqueries, 3 restaurants, 3 agències immobiliàries i 2 salons de bellesa.
Dels 4 establiments comercials que hi havia el 2009, 1 era un hipermercat, 1 una botiga de menys de 120 m², 1 una fleca i 1 una botiga de roba.
L'any 2000 a Bruyères-le-Châtel hi havia 6 explotacions agrícoles que ocupaven un total de 153 hectàrees.

## Equipaments sanitaris i escolars
L'únic equipament sanitari que hi havia el 2009 era una farmàcia.
El 2009 hi havia 1 escola maternal i 1 escola elemental.

## Poblacions més properes
El següent diagrama mostra les poblacions més properes.